# Edgar Langeveldt
Edgar Langeveldt (1969) is een Zimbabwaans stand-upcomedian, singer-songwriter en acteur.

## Levensloop
Langeveldt studeerde rechten en politieke wetenschappen.
In Zimbabwe is hij vooral bekend om zijn optredens als stand-upcomedian. Vanwege de politieke situatie onder het regime van president Mugabe werkt en reist hij sinds 2001 om veiligheidsredenen vaak buiten Zimbabwe, waardoor hij inmiddels vooral ook in Zuid-Afrika grote bekendheid geniet.
In zijn stand-upoptredens brengt hij satire over tegenstrijdigheden, maatschappelijke misstanden en sociaal onrecht. Zo steekt hij de draak met zowel zijn eigen als andere bevolkingsgroepen. In 2001 speelde hij verder een bijrol in de actiefilm High Explosive.
Voor zijn rol als stand-upcomedian werd hij in 2005 bekroond met een Prins Claus Prijs in de categorie humor en satire. Daarnaast treedt Langeveldt op als zanger. Op dit terrein won hij in 2011 de Carnivore Lyrics Contest. Deze prijs deelde hij met de schrijver Penny Lendrum. In zijn werk als stand-upcomedian en als zanger schrijft hij zijn eigen teksten.

## Filmografie
- 2001: High Explosive, acteur